# Jamadoba
Jamadoba là một thị trấn thống kê (census town) của quận Dhanbad thuộc bang Jharkhand, Ấn Độ.

## Địa lý
Jamadoba có vị trí 23°43′B 86°24′Đ / 23,72°B 86,4°Đ Nó có độ cao trung bình là 153 mét (501 feet).

## Nhân khẩu
Theo điều tra dân số năm 2001 của Ấn Độ, Jamadoba có dân số 33.981 người. Phái nam chiếm 54% tổng số dân và phái nữ chiếm 46%. Jamadoba có tỷ lệ 62% biết đọc biết viết, cao hơn tỷ lệ trung bình toàn quốc là 59,5%: tỷ lệ cho phái nam là 71%, và tỷ lệ cho phái nữ là 51%. Tại Jamadoba, 15% dân số nhỏ hơn 6 tuổi.